# جورج ويلسون (لاعب كرة قدم أسترالية)
جورج ويلسون (بالإنجليزية: George Wilson)‏ هو لاعب كرة قدم أسترالية أسترالي، ولد في 28 مايو 1920 في ملبورن في أستراليا، وتوفي في 3 يناير 2014.

## وصلات خارجية
- جورج ويلسون على موقع AustralianFootball.com (الإنجليزية)
- جورج ويلسون على موقع AFLtables.com (الإنجليزية)